# امریکن بیچ (فلوریدا)
امریکن بیچ (به انگلیسی: American Beach) یک منطقهٔ مسکونی در ایالات متحده آمریکا است که در فلوریدا قرار دارد.